# Cantó de Le Fossat
El cantó de Le Fossat és un cantó francès del departament de l'Arieja, a la regió d'Occitània. Està enquadrat al districte de Pàmies, té 13 municipis i el cap cantonal és Le Fossat.

## Municipis
- Artigat
- Le Carlar de Baile
- Casteràs
- Dufòrt
- Le Fossat
- Lanós
- Lesat
- Monesple
- Palhèrs
- Sent Ibarç
- Siuràs
- Vilanava del Laton
- Senta Susana